# Demografie Georgiens

Bevölkerungspyramide Georgiens

Dieser Artikel behandelt die Demografie Georgiens. Nach Angaben des statistischen Amtes Georgiens lebten im Jahre 2012 in Georgien (Ohne Abchasien und Südossetien) 4.497.600 Menschen.
Nach der Selbstauflösung der Sowjetunion schrumpfte die georgische Bevölkerung deutlich. Viele Minderheiten, davon ca. 300.000 Russen, 40.000 Ukrainer, 25.000 georgische Juden, 80.000 Griechen und 200.000 Armenier, verließen das Land und gingen in ihre alte Heimat bzw. wanderten aus. Seit der Unabhängigkeitserklärung Georgiens und den Kriegen in Abchasien und Südossetien gingen viele ethnische Georgier wegen der zu schwierigen finanziellen und sozialen Lage ins Ausland. Seit 1989 bis zum Jahre 2004 verlor Georgien fast eine Million Einwohner.

## Bevölkerung nach Altersgruppen und Geschlecht
| Altersgruppe (in Jahren) | Bevölkerung (in 1000) | Anteil an der Bevölkerung |
| ------------------------ | --------------------- | ------------------------- |
| <10                      | 0,518                 | 11,5                      |
| 10–19                    | 0,547                 | 12,2                      |
| 20–29                    | 0,731                 | 16,2                      |
| 30–39                    | 0,644                 | 14,3                      |
| 40–49                    | 0,620                 | 13,8                      |
| 50–59                    | 0,596                 | 13,3                      |
| 60–69                    | 0,350                 | 7,8                       |
| 70–79                    | 0,339                 | 7,5                       |
| 80–85                    | 0,093                 | 2,1                       |
| >85                      | 0,060                 | 1,3                       |
| Gesamt                   | 4,497                 | 100,0                     |

Die 20- bis unter 34-Jährigen waren im Jahr 2012 die größte Altersgruppe in Georgien. Ihr Anteil an der Gesamtbevölkerung lag bei 24,3 %. Die unter 35-Jährigen hatten zusammen einen Anteil von 47,5 % an der Gesamtbevölkerung. Vor zwanzig Jahren lag dieser Anteil deutlich höher, nämlich bei 56,2 %.
Von etwa 4,5 Millionen Menschen waren 2.143.800 männlich (47,66 %) und 2.353.872 weiblich (52,44 %). Am höchsten war der Frauenanteil in den Altersgruppen der 20- bis 24-Jährigen. Für die Männer ergeben sich gleiche Zahlen.
Am geringsten war der Männeranteil in den Altersgruppen der 75- bis älter als 85-Jährigen. Er betrug 4,7 % an der Gesamtbevölkerung.

## Geburtenrate
Im Jahr 2011 wurden 58.014 Kinder lebend geboren. Die Zahl der Sterbefälle lag bei 49.818. Daraus ergibt sich ein Geburtenüberschuss von 8.196. Im Jahr 2010 betrug der Geburtenüberschuss noch 14.721 und kurz nach dem Bruch der Sowjetunion  lag diese Zahl bei rund 40.000. Damit hat sich in den letzten 20 Jahren der Geburtenüberschuss fast um 60 % verringert. Der Geburtenüberschuss mit nur 1.390 Menschen war im Jahr 2000 am geringsten, seitdem werden in Georgien kontinuierlich mehr Kinder geboren, als es Sterbefälle gibt.
Im Jahre 1990 gab es in Georgien noch 92.815 Geburten, im Jahre 2000 wurden nur noch 48.800 Kinder geboren, im Jahre 2011 betrug diese Zahl 58.014, was ein Plus von 9.214 Kindern entspricht.
Von den 58.014 Kindern wurden 57,7 % in Städten und 42,3 % auf dem Land geboren.
20- bis 24-Jährige bekommen die meisten Kinder in Georgien. Diese Altersgruppe hat im Jahre 2011 20.343 Kinder geboren. An Zweiter Stelle lag die Altersgruppe der 25- bis 29-Jährigen, gefolgt von den 30- bis 34-Jährigen. Frauen, die älter als 35 und jünger als 44 sind, kriegen am wenigsten Kinder, noch weniger als die, die jünger als 20 Jahre alt sind.

## Bevölkerung Georgiens nach Regionen
Tiflis ist die bevölkerungsreichste Region Georgiens. In der Hauptstadt des Landes lebten im Jahre 2012 1,172 Millionen Menschen, das sind 26 % der gesamten georgischen Bevölkerung. Vor 20 Jahren lebten in Tiflis noch 1.259.692 Menschen.
Imeretien ist zweitbevölkerungsreichste Region des Landes, dort leben 707.500 Menschen (15,7 % der Gesamtbevölkerung).
An dritter Stelle ist Niederkartlien mit über 500.000 Einwohnern, gefolgt von Mingrelien und Oberswanetien (479.512), Kachetien (407.100), Adscharien (393.700).
Zu den bevölkerungsärmsten georgischen Regionen gehören Ratscha-Letschchumi und Niederswanetien (47.000), Mzcheta-Mtianeti (109.000) und Gurien (140.300).
Die meisten in Georgien geborenen Kinder wurden in Tiflis geboren (28,8 %), gefolgt von Imeretien (15,23 %), Niederkartlien (12,1 %), Adscharien (9,8 %), Mingrelien-Oberswanetien (8,7 %), Kachetien (8,1 %), Innerkartlien (7,2 %).
Bei den Geburtenüberschüssen gibt es regionale Unterschiede, während in Tiflis (+4.424), Niederkartlien (+2.693), Adscharien (+2.429) und Innerkartlien (+520) mehr Kinder geboren wurden, als es Sterbefälle gab, gab es in anderen georgischen Regionen Geburtendefizit (in Kachetien -661; Ratscha-Letschchumi und Niederswanetien -415; Mingrelien-Oberswanetien -413; Gurien -290).

### Städte in Georgien
Die folgende Tabelle enthält die sieben größten Städte Georgiens, die Ergebnisse der Volkszählungen vom 12. Januar 1989 und 17. Januar 2002 sowie eine Berechnung für den 1. Januar 2009. Die Einwohnerzahlen beziehen sich auf die eigentlichen Städte ohne Vororte.
| Rang | Transkription | Georgisch | 1989      | 2002      | 2009      | Verwaltungseinheit           |
| ---- | ------------- | --------- | --------- | --------- | --------- | ---------------------------- |
| 1.   | Tbilissi      | თბილისი   | 1.259.692 | 1.072.887 | 1.106.700 |                              |
| 2.   | Kutaissi      | ქუთაისი   | 234.870   | 183.691   | 188.600   | Imeretien                    |
| 3.   | Batumi        | ბათუმი    | 136.609   | 121.221   | 122.500   | Adscharien                   |
| 4.   | Rustawi       | რუსთავი   | 158.661   | 114.331   | 117.400   | Niederkartlien               |
| 5.   | Sugdidi       | ზუგდიდი   | 50.022    | 68.558    | 72.300    | Mingrelien und Oberswanetien |
| 6.   | Gori          | გორი      | 68.924    | 49.137    | 50.800    | Innerkartlien                |
| 7.   | Poti          | ფოთი      | 50.922    | 46.161    | 47.500    | Mingrelien und Oberswanetien |